# Hiromi Ōtsu
Hiromi Ōtsu (jap. 大津 広美 Ōtsu Hiromi; ur. 22 maja 1984 w Sarabetsu, na Hokkaido) – japońska łyżwiarka szybka, brązowa medalistka mistrzostw świata.

## Kariera
Największy sukces w karierze Hiromi Ōtsu osiągnęła w 2009 roku, kiedy wspólnie z Masako Hozumi i Maki Tabatą zajęła trzecie miejsce w biegu drużynowym podczas dystansowych mistrzostw świata w Richmond. W tej samej konkurencji była też między innymi czwarta na mistrzostwach świata w Nagano rok wcześniej. Indywidualnie najlepsze wyniki osiągnęła w 2009 roku w Richmond, gdzie była dwunasta na dystansach 3000 i 5000 m. Nigdy nie stanęła na podium indywidualnych zawodów Pucharu Świata, jednak w drużynie dokonała tego trzykrotnie (raz zajmując drugie i dwa razy trzecie miejsce). Najlepsze rezultaty osiągała w sezonie 2008/2009, kiedy zajęła 17. miejsce w klasyfikacji końcowej 3000/5000 m. W 2006 roku wzięła udział w igrzyskach olimpijskich w Turynie, gdzie wspólnie z koleżankami z reprezentacji zajęła czwarte miejsce w drużynie, a indywidualnie zajęła 33. miejsce w biegu na 1500 m. W 2010 roku zakończyła karierę.